# 다푸향

다푸향의 위치

다푸향(한국어: 대포향, 중국어: 大埔鄉, 병음: Dàpǔ Xiāng)은 중화민국 자이현의 향이다. 넓이는 173.2472km2이고, 인구는 2015년 8월 기준으로 4,602명이다.

## 지리
다푸향은 자이현의 동남단에 위치하고 동쪽은 아리산향 및 가오슝현 나마샤구과 서쪽은 타이난현 바이허진 및 둥산구과 남쪽은 타이난현 난화향 및 난시구과 북쪽은 중푸향 및 판루향과 각각 접하고 있다. 자이현에서 인구가 가장 적은 향진이다.
다푸는 아리산산맥에 위치해 전체의 90%이상이 국유림 또는 보안림으로 구성되어 있다. 또 타이완 최대의 댐인 청원 수고를 가지고 있다. 이 댐 건설과 함께 산간부가 수몰 되었기 때문에 농업의 발전에 제한을 받아 현재는 관광업을 중심으로 하고 있지만 인구가 희박한 향진이다.